# 無問題2
『無問題2』（モウマンタイ・ツー）は、2002年に公開された香港・日本合作映画。
前作に続き、吉本興業の関連会社であるイエス・ビジョンズと日本テレビ、バンダイビジュアル、メディア・スーツら日本企業が主導で製作し、ナインティナインの岡村隆史が主演を務めた。
前作『無問題』が想像以上にラブストーリー色の濃いものとなり、無念をはらすべく「『ベタ』なアクションコメディを」との希望を反映した作品。大物アクション俳優ユン・ピョウを迎え、万全の態勢で挑んだ岡村の意欲作。そのため、前作とのストーリー上の繋がりは全くない。また、ナインティナインの相方である矢部浩之もワンシーン出演している。

## ストーリー
木村健介は香港映画好きが高じて、中華料理店で見習いコックとして働くようになったほどのマニアである。ある日、仕事帰りにパチンコ屋に寄ったところ「香港5つ星ホテル宿泊の旅」が当たった。大喜びで旅立った健介だったが、宿泊先は高級ホテルではなく「5つ星（ファイブスター）」という名前の安宿。しかもそこに宿泊している「無敵（モウテイ）」という殺し屋と間違われ、無影門という格闘技の使い手であるラムガオ・ラムトイの二人に拉致されてしまう。
間違いだと分かって解放され、宿に戻った健介は本物の無敵と遭遇してしまう。幸運にも無敵を退けた健介だったが、今度は無敵に暗殺を依頼しようとしていた一味に無敵だと勘違いされ、巨大コングロマリットの跡継ぎ娘である太田由美子の暗殺を依頼されてしまうのだった…。

## スタッフ
- 製作：イエス・ビジョンズ、日本テレビ放送網、バンダイビジュアル、メディア・スーツ
- 監督&アクション監督：チン・カーロウ
- 脚本&プロデュース：サム・レオン
- 音楽：富樫春生、ヲノサトル、権藤知彦
- 撮影：キョン・ゴクマン
- 美術：ジョエル・チョン
- 照明：マイケル・チョイ
- 音響効果：柴崎憲治（日本サイド）
- MA：アオイスタジオ
- 現像：天工彩色沖印有限公司、IMAGICA
- プロデュース：千葉善紀、吉田晴彦、河内俊昭、長崎佳子、河野聡
- 製作総指揮：木村政雄
- 製作統括：竹中功、棚次隆
- 製作者：奥田誠治、川城和実、木幡久美
- 制作協力：吉本興業
- 制作プロダクション：Same Way Production Ltd.

## 出演
- 木村健介…岡村隆史（ナインティナイン）
- ラムガオ…ユン・ピョウ
- 太田由美子…酒井若菜
- 太田一夫…菅田俊
- ラムトイ…キャンディ・ロー
- ドニエル…サム・リー
- 香港マフィアのボス…コリン・チョウ
- 無敵（モウテイ）…キム・ウォンジン（元振）
- 店長…六平直政
- 取り調べに来た刑事1…エリック・ツァン
- 取り調べに来た刑事2…チン・カーロウ
- 前社長の写真…笑福亭仁鶴
- 横田重一…矢部浩之（ナインティナイン、友情出演）
- 角替和枝、田口浩正、松本志のぶ、春日井静奈、長井律子

ほか

## 歌
- OP：KICK THE CAN CREW『マルシェ』
- ED：オルケスタ・デル・ソルfeaturing岡村隆史&サム・リー『CARCAJADA//Moumantai2 Remix』

## その他
- 相方の矢部は、1999年に公開された『メッセンジャー』の姿で登場した。
- この作品には数々の香港アクション映画のパロディが登場し、音楽もシーンによって元ネタと似ているメロディがわざと使われている。たとえば冒頭健介が見る白昼夢はジョン・ウー監督の『狼/男たちの挽歌・最終章』、またジャッキー・チェン『ポリス・ストーリー/香港国際警察』でのバスのシーン、アン・リー監督の『グリーン・デスティニー』の竹林シーンやブルース・リーなど。またハリウッド作品のラルフ・マッチオ主演『ベスト・キッド』と1999年に話題になった『マトリックス』のパロディもとりこまれている。
- 香港のボス役を演じたコリン・チョウは、その『マトリックス』の続編であり2003年に公開された『マトリックス リローデッド』『マトリックス レボリューションズ』のセラフ役で出演している。
- 出っ歯のマウスピースをはめて醜い女を演じるキャンディーが香港で話題になり、地元大衆紙で報じられた。この記事はDVDの特典映像にも映されている。